# Bunar (Derventa, BiH)
Bunar je naselje u sastavu Grada Dervente, Republika Srpska, BiH. 

## Stanovništvo
Nacionalni sastav stanovništva 1991. godine, bio je sljedeći:
ukupno: 457
- Hrvati - 446
- Muslimani - 2
- Srbi - 4
- Jugoslaveni - 2
- ostali, neopredijeljeni i nepoznato - 3